# Amazon Echo Show
Amazon Echo Show és un altaveu intel·ligent que forma part de la línia de productes Amazon Echo. De la mateixa manera que altres dispositius de la família, està dissenyat al voltant de l'assistent virtual d'Amazon Alexa, però a més inclou una pantalla tàctil que es pot utilitzar per mostrar informació visual per acompanyar les seves respostes, així com reproduir vídeos i realitzar videotrucades amb altres Echo. Mostra els usuaris. La funció de videotrucada es va ampliar més tard per incloure tots els usuaris de Skype.
L'Echo Show es va presentar el 9 de maig de 2017 i es va estrenar als Estats Units el 28 de juny de 2017. Ha rebut crítiques positives, i els crítics van assenyalar la seva qualitat de so millorada respecte a l'altaveu estàndard Echo, la seva senzillesa i com s'utilitza la pantalla per complementar Alexa en lloc d'actuar com una tauleta amb totes les funcions. Els crítics també han assenyalat que moltes funcions d'Alexa de tercers no s'han actualitzat per utilitzar plenament la pantalla.

## Història
L'Echo Show es va presentar el 9 de maig de 2017 i es va estrenar als Estats Units el 28 de juny de 2017.
Una segona generació de l'Echo Show es va presentar en un esdeveniment de producte temàtic Alexa per Amazon el 20 de setembre de 2018, per al seu llançament el mes següent. Aquest dispositiu té una pantalla tàctil de 10 polzades, altaveus millorats i carcassa de malla.
El maig de 2019 [1] es va anunciar un Echo Show amb una pantalla més petita de 5,5 polzades i es va llançar a 12 països el juny de 2019.

### Primera generació
L'Echo Show de primera generació (publicat el juny de 2017) conté un parell d'altaveus de dues polzades i es distingeix d'altres productes Echo per contenir una pantalla tàctil de 7 polzades. Igual que amb altres dispositius Echo, pot realitzar trucades de veu, així com videotrucades a altres usuaris d'Echo Show i mitjançant Skype amb la seva càmera frontal de 5 megapíxels.

### Segona generació
L'Echo Show de segona generació (publicat l'octubre de 2018) està completament redissenyat a partir de la primera generació. El nou dispositiu substitueix el plàstic negre per una carcassa de malla mantenint la mateixa forma del dispositiu. Els altaveus es van traslladar al costat i a la part posterior del dispositiu per permetre una pantalla més gran de 3 polzades. Amazon afirma que la nova versió tindrà una millor qualitat de so. També integra un concentrador Zigbee, similar a l'Echo Plus.

### Echo Show 5
L'Echo Show 5 és una variació amb una pantalla de 5,5".

### Echo Show 8
L'Echo Show 8 és una variació amb una pantalla de 8", anunciada el setembre de 2019 per a l'enviament al novembre de 2019.

### Echo Show 10 (tercera generació)
L'Echo Show de tercera generació (publicat el febrer de 2021) va canviar el factor de forma per tenir una base d'altaveus cilíndrica amb una pantalla que pot girar al seu voltant, amb detecció de direcció de veu i detecció humana de visió per ordinador.

### Echo Show 5 (segona generació)
L'Echo Show 5 es va actualitzar el juny de 2021 amb una càmera de 2MP millorada.

### Echo Show 8 (segona generació)
L'Echo Show 8 es va actualitzar el juny de 2021 amb una càmera millorada de 13 MP.

### Echo Show 15
L'Echo Show 15 és un dispositiu Full HD de 15,6 polzades i 1080p dissenyat per muntar-se a la paret (una desviació de les formes anteriors de tauleta). Anunciat el 28 de setembre de 2021, a l'esdeveniment "Dispositius i serveis" d'Amazon, també inclou una càmera de 5 MP..

### Echo Show 5 (tercera generació)
L'Echo Show 5 es va actualitzar el 2023 amb nous processadors, inclòs l'Amazon AZ2, i un altaveu més gran.

### Comparació
|                                  | Primera Generació   | Segona Generació    | Echo Show 5      | Echo Show 8      | Echo Show 10 (3a generació)         | Echo Show 5 (2a generació) | Echo Show 8 (2a generació) | Echo Show 15                       | Echo Show 5 (3a generació)   |
| -------------------------------- | ------------------- | ------------------- | ---------------- | ---------------- | ----------------------------------- | -------------------------- | -------------------------- | ---------------------------------- | ---------------------------- |
| Llençament                       | Juny 2017           | Octubre 2018        | Juny 2019        | novembre 2019    | febrer 2021                         | Juny 2021                  | Juny 2021                  | Anunciat el 28 de setembre de 2021 | maig 2023                    |
| Mida de la pantalla              | 7"                  | 10,1"               | 5,5"             | 8"               | 10,1"                               | 5,5"                       | 8"                         | 15,6"                              | 5,5"                         |
| Resolució                        | 1024 x 600          | 1280 x 800          | 960 x 480        | 1280 x 800       | 1280 x 800                          | 960 x 480                  | 1280 x 800                 | 1920 x 1080                        | 960 x 480                    |
| Botó d'apagar de micròfon/càmera | ✔                   | ✔                   | ✔                | ✔                | ✔                                   | ✔                          | ✔                          | ✔                                  | ✔                            |
| Tapa de la càmera                |                     |                     | ✔                | ✔                | ✔                                   | ✔                          | ✔                          | ✔                                  | ✔                            |
| Hub Zigbee                       |                     | ✔                   |                  |                  | ✔                                   |                            |                            |                                    |                              |
| Càmera                           | 5MP                 | 5MP                 | 1MP              | 1MP              | 13MP                                | 2MP                        | 13MP                       | 5MP                                | 2MP                          |
| Altaveus                         | 2 x 2"              | 2 x 2,2", 10 W      | 1 x 1,7", 4 W    | 2 x 2,0", 10 W   | 2 tweeters d'1,0" + woofer de 3,0". | 1 x 1,7", 4 W              | 2 x 2,0", 10 W             | 2 x 1,6"                           | 1 x 1,75"                    |
| Processador                      | Intel Atom x5-Z8350 | Intel Atom x5-Z8350 | MediaTek MT 8163 | MediaTek MT 8163 | MediaTek 8183 + Amazon AZ1          | MediaTek MT 8163           | MediaTek MT 8183           | Amlogic PopcornA + Amazon AZ2      | MediaTek 8169 B + Amazon AZ2 |

## Característiques
La pantalla d'Echo Show es pot utilitzar per mostrar la sortida visual de les respostes de l'assistent d'Alexa. Els dispositius contenen sensors de moviment per activar automàticament la seva pantalla quan algú entra a una habitació; en aquest estat, també pot mostrar indicacions sobre titulars de notícies, ordres suggerides d'Alexa i altra informació. Alexa també es pot utilitzar per sol·licitar la reproducció de vídeos a la seva pantalla, com ara el contingut d'Amazon Video.
La funció "Drop In" permet als usuaris, entre els contactes designats, iniciar automàticament una trucada sense anunciar.
L'Echo Show inicialment admetia vídeos de YouTube ; el 26 de setembre de 2017, es va revelar que Google (que fabrica Google Home, un competidor directe de la línia Amazon Echo) havia bloquejat l'accés del dispositiu al servei, citant violacions dels seus termes de servei i negociacions en curs. Si bé Amazon va treballar més tard amb la restricció utilitzant la versió web, Google va anunciar que bloquejaria YouTube de l'Echo Show, així com la plataforma Fire TV, citant les restriccions en curs d'Amazon contra la venda de productes que competeixen amb el seu propi ecosistema de vídeo. i la negativa a donar suport a la seva pròpia plataforma de vídeo als dispositius de Google. En el llançament de l'Echo Show de segona generació, Amazon va afirmar que el problema ja estava solucionat. Les cerques de YouTube es realitzen ara amb els navegadors web Silk o Firefox del dispositiu.

## Seguretat
El novembre de 2019, un equip d'investigació de seguretat del concurs de pirateria Pwn2Own va piratejar un Amazon Echo Show 5. Ho van fer piratejant el "buit del pedaç" que va combinar el programari antic pegat a altres plataformes, ja que la pantalla intel·ligent utilitzava una versió antiga de Chromium. L'equip de seguretat va explotar el codi utilitzant "un error de JavaScript de desbordament d'enter per segrestar el dispositiu mentre estava connectat a una xarxa WiFi maliciosa". L'error els va permetre prendre el "control total" del dispositiu. L'equip va compartir les troballes amb Amazon, que va dir que estava investigant el pirateig i que prendria "les mesures adequades".